# La Soufrière
La Soufrière o Soufrière de Saint Vincent és un volcà actiu que es troba a l'illa caribenya de Saint Vincent, a Saint Vincent i les Grenadines. Amb 1.234 msnm és el cim més alt de l'illa i ha registrat cinc erupcions explosives des del 1718. L'abril de 2021, després de gairebé quatre dècades sense activitat, va entrar en erupció, generant fluxos piroclàstics pels flancs sud i sud-oest del volcà. Les continues erupcions van provocar l'evacuació de 16.000 habitants de l'illa. Diverses illes properes, el Regne Unit i organitzacions com les Nacions Unides van proporcionar assistència i suport financer d'emergència a l'illa.

## Geografia i estructura
Amb 1.234 msnm és el cim més alt de l'illa i del país. És un estratovolcà amb un llac de cràter i és el volcà més jove i més septentrional de l'illa.

## Història eruptiva

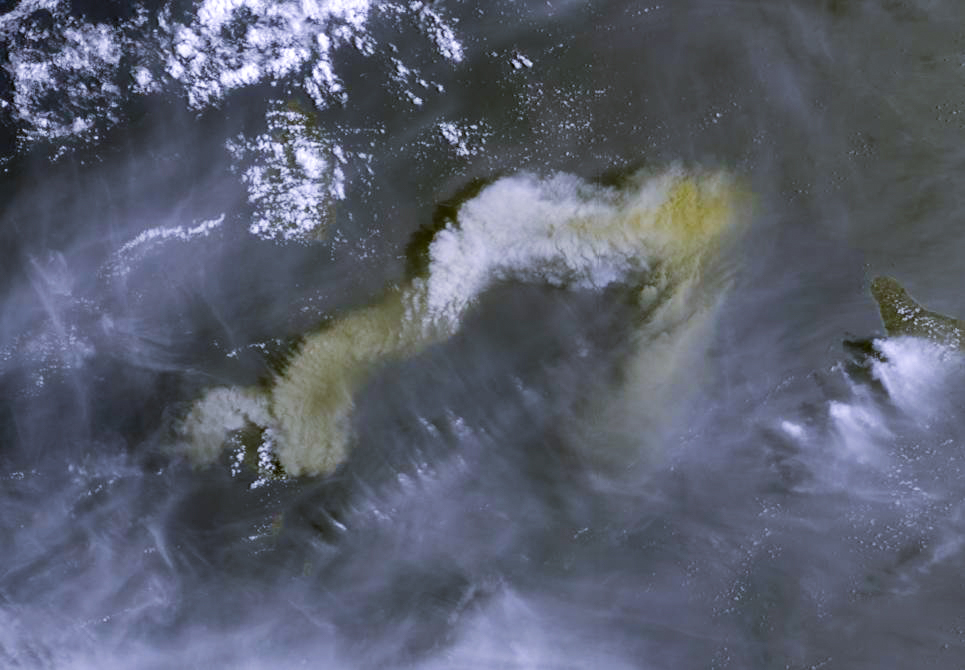
Vista de l'erupció volcànica del 9 d'abril de 2021 des del satèl·lit Sentinel-3B.

La Soufrière ha tingut cinc erupcions explosives durant el període històric registrat. Va esclatar violentament el 1718, 1812, 1902, 1979 i 2021. Un famós quadre de JMW Turner de l'erupció del 30 d'abril de 1812 es conserva a la Victoria Gallery & Museum, Universitat de Liverpool.
L'erupció del 6 de maig de 1902 va provocar la mort de 1.680 persones i va tenir lloc poques hores abans de l'erupció del mont Pelée, a Martinica, que en va matar 29.000. La zona de mort, on gairebé totes les persones van morir, es trobava principalment dins de l’ hàbitat dels caribs, un poble indígena de les Petites Antilles, que va ser gairebé exterminat com a conseqüència del volcà.
Una erupció, l'abril de 1979, no va causar cap víctima, ja que l'avís previ va permetre a milers de residents locals ser evacuats a les platges properes. L'erupció de 1979 va crear un gran plomall de cendra que va arribar a Barbados, 160 km a l'est del volcà.
Des de desembre del 2020 s'estava observant un augment de l'activitat volcànica, amb una erupció efusiva que va formar un nou dom de lava dins del cràter el 27 de desembre. Els funcionaris governamentals van començar els esforços de divulgació als residents de la zona durant els mesos de desembre i gener, per tal de revisar els plans d'evacuació en cas que l'activitat volcànica del volcà anés a més. L'erupció efusiva va continuar fins al gener, moment en què el dom de lava havia crescut entre 100 i 200 metres d'ample i 900 metres de llarg. El febrer de 2021 el dom de lava seguia creixent, alliberant columnes de gas i vapor. El 22 de març de 2021 el dom de lava ja feia 105 metres d’alçada, 243 metres d'amplada i 921 metres de llargada. A més a més es generaven emissions de diòxid de sofre des de la part superior del dom. El 8 d'abril de 2021, després d'un augment sostingut de l'activitat volcànica i sísmica durant els dies anteriors, es va declarar una alerta vermella i es va dictar una ordre d'evacuació com a fase explosiva de l'erupció imminent. L'erupció explosiva va tenir lloc a les 8:41 hora local de l'endemà, amb columnes de cendra que va arribar als 8.000 metres i que es va dirigir cap a l'oceà Atlàntic. Unes 20.000 persones havien estat evacuades de la zona que envoltava el volcà. El mateix dia es va advertir que l'erupció "podria continuar durant dies i possiblement setmanes", i es va informar d'una altra erupció explosiva la tarda del 9 d'abril. L'11 d'abril van tenir lloc noves erupcions que van obligar a evacuar a 16.000 persones de la zona. El primer ministre Ralph Gonsalves va dir als mitjans de comunicació: "s'havia tallat el subministrament d'aigua a la major part de l'illa i s'havia tancat el seu espai aeri a causa del fum i la cendra volcànica". Aquestes cendres estava previst que arribessin a la península Ibèrica el 14 d'abril junt amb una depressió d'origen atlàntic.
Una altra erupció explosiva es va produir a les 4:00 de la matinada, hora local del dilluns 12 d'abril de 2021, enviant i cobrint de cendres l'illa de Barbados. Els informes afirmaven que el volcà "continuava tenint erupcions explosives" i generant fluxos piroclàstics que "destruïen tot el que es trobava al seu pas".
L'erupció en curs ha estat classificada com a VEI-4 a l'índex d'explosivitat, i és comparable a l'erupció de 1902.